# Andreas Bisig

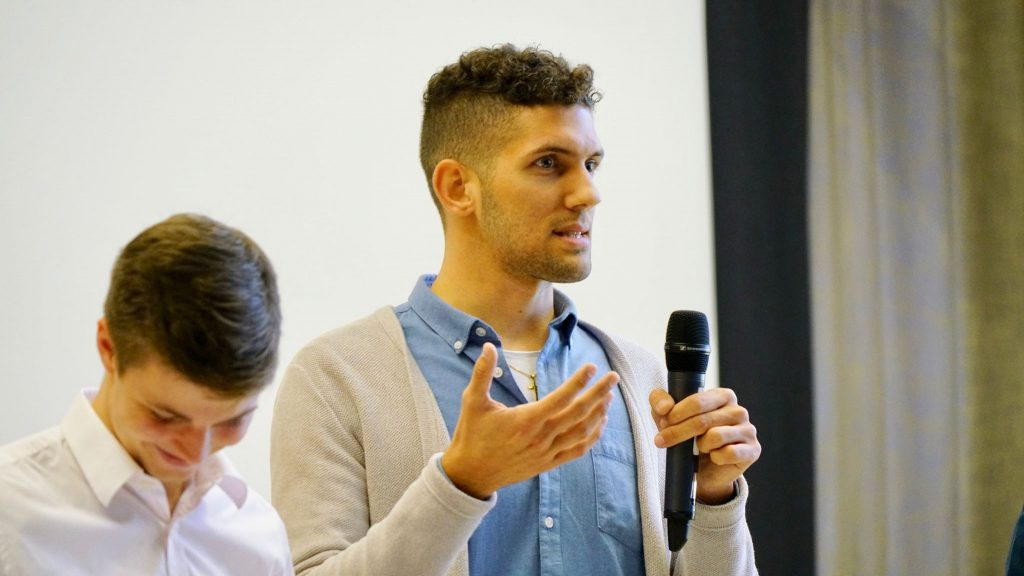
A. Bisig (2017)

Andreas Bisig (* 21. März 1994 in Uznach, heimatberechtigt in Einsiedeln) ist ein Schweizer Politiker der Grünliberalen Partei. Seit 2020 sitzt er für den Wahlkreis See-Gaster im St. Galler Kantonsrat.

## Leben
Bisig wuchs in Rapperswil-Jona auf, wo seine Eltern einen landwirtschaftlichen Betrieb führen. Bisig schloss 2013 die gymnasiale Matura mit Anerkennungspreis für die beste Maturitätsprüfung des Schwerpunktes Wirtschaft und Recht an der Kantonsschule Wattwil ab. Daran anschliessend studierte er Wirtschaftswissenschaften an der Universität St. Gallen, mit Studienaufenthalten in Lausanne und Montréal. Das Studium schloss er 2020 mit dem Master of Arts in Business Management ab.

## Politik
Bisig ist seit 2018 Präsident der Regionalpartei GLP Linth. Zuvor war er vier Jahre lang deren Vizepräsident. Zudem engagierte er sich von 2013 bis 2020 im Vorstand der Jungen Grünliberalen St. Gallen. Bei den Erneuerungswahlen des St. Galler Kantonsrat am 8. März 2020 gelang es Bisig den vor vier Jahren verlorene Sitz seiner Wahlkreispartei zurückzuerobern. Bei seiner Wahl war er mit 25 Jahren das jüngste Mitglied des St. Galler Kantonsrats.